# Villanueva de Tapia
Villanueva de Tapia – gmina w Hiszpanii, w prowincji Malaga, w Andaluzji, o powierzchni 22,12 km². W 2011 roku gmina liczyła 1629 mieszkańców.